# Xian de Shuicheng
Le xian de Shuicheng (水城县 ; pinyin : Shuǐchéng Xiàn) est un district administratif de la province du Guizhou en Chine. Il est placé sous la juridiction de la ville-préfecture de Liupanshui.

## Démographie
La population du district était de 685 865 habitants en 1999.